# 及早求值
及早求值（英語：Eager evaluation）又譯熱切求值，也被稱為貪婪求值（Greedy evaluation），是多数传统编程语言的求值策略。
在及早求值中，表达式在它被约束到变量的时候就立即求值。这在简单编程语言中作为低层策略是更有效率的，因为不需要建造和管理表示未求值的表达式的中介数据结构。
及早求值的优点在于节省内存和提高执行速度，比如下面的 Basic 代码：
```
x = 5 + 3 * (1 + 5 ^ 2)
print x
print x + 2
```

因为第一行代码  x = 5 + 3 * (1 + 5 ^ 2)  执行完成后 x 被赋值并存储为 83，表达式所占用的空间可以立即释放掉，所以节省了内存空间。接下来的两行代码执行时都需要使用 x 的值，此时 x 是可以直接用于运算的数值 83 而不是需要计算的表达式  5 + 3 * (1 + 5 ^ 2)，所以减少了一次计算过程，提高了执行效率。对于惰性求值的编程语言，由于记忆化（memoization）特性，求值过程与之不同。